# Valpolanluoto
Valpolanluoto är en ö i Finland. Den ligger i sjön Kaljasjärvi och i kommunerna Pyhäranta och Raumo och landskapen  Egentliga Finland och Satakunta, i den sydvästra delen av landet, 200 km nordväst om huvudstaden Helsingfors. Öns area är 39 hektar och dess största längd är 1,2 kilometer i öst-västlig riktning.